# Hudson (Massachusetts)
Hudson és una població dels Estats Units a l'estat de Massachusetts. Segons el cens del 2007 tenia 19.580 habitants.

## Demografia
Segons el cens del 2000, Hudson tenia 18.113 habitants, 6.990 habitatges, i 4.844 famílies. La densitat de població era de 608,1 habitants/km².
Dels 6.990 habitatges en un 32% hi vivien nens de menys de 18 anys, en un 56,7% hi vivien parelles casades, en un 9,2% dones solteres, i en un 30,7% no eren unitats familiars. En el 25,2% dels habitatges hi vivien persones soles el 9,5% de les quals corresponia a persones de 65 anys o més que vivien soles. El nombre mitjà de persones vivint en cada habitatge era de 2,57 i el nombre mitjà de persones que vivien en cada família era de 3,11.
Per edats la població es repartia de la següent manera: un 24% tenia menys de 18 anys, un 6,7% entre 18 i 24, un 33,5% entre 25 i 44, un 23,6% de 45 a 60 i un 12,2% 65 anys o més.
L'edat mediana era de 37 anys. Per cada 100 dones de 18 o més anys hi havia 94,6 homes.
La renda mediana per habitatge era de 58.549 $ i la renda mediana per família de 70.145$. Els homes tenien una renda mediana de 45.504 $ mentre que les dones 35.207$. La renda per capita de la població era de 26.679$. Entorn del 2,7% de les famílies i el 4,5% de la població estaven per davall del llindar de pobresa.